# غاريقون جذاب
غاريقون جذاب (الاسم العلمي: Agaricus affinis ) هو نوع الفطريات يتبع جنس الغاريقون من الفصيلة الغاريقونية.